# 德魯熱柳比夫卡 (扎波羅熱州)
47°53′32″N 35°22′30″E / 47.89222°N 35.37500°E
德魯熱柳比夫卡（烏克蘭語：Дружелюбівка）是位於烏克蘭東南部的村莊，由扎波羅熱州扎波羅熱区的馬特維伊夫卡市鎮負責管轄。該村始建於1924年，面積1.04平方公里，2001年人口447，人口密度每平方公里428.2人。